# Cornufer wuenscheorum
Cornufer wuenscheorum es una especie de anfibios de la familia Ceratobatrachidae.

## Distribución geográfica
Es endémica de Yapen, Nueva Guinea Occidental (Indonesia). 